# Iwan Martos
Iwan Pietrowicz Martos (ukr. Іван Петрович Мартос, ur. 1754 w Iczni, zm. 7 kwietnia 1835 w Petersburgu) – rosyjski rzeźbiarz.

## Życiorys
W latach 1764–1773 studiował w Petersburskiej Akademii Sztuk Pięknych, a 1773-1779 był stypendystą akademii w Rzymie. W latach 80. XVIII wieku wykonał wiele portretów rzeźbiarskich, m.in. Nikity Panina (1780) i jego żony (1782), w latach 1779-1835 wykładał w Akademii Sztuk Pięknych w Petersburgu, której w 1794 został profesorem, a w 1814 rektorem. Wykonał nagrobki Marfy Sobakiny (1783), J. Kurakiny (1792), J. Gagariny (1803), pomniki Kuźmy Minina i Dymitra Pożarskiego w Moskwie (1804-1818), rzeźbę dekoracyjną (relief na attyce soboru Kazańskiego w Petersburgu 1804–1807). Jego dzieła charakteryzują się harmonijną kompozycją i nastrojowym, lirycznym wyrazem. Miał syna Aleksieja.